# Nancy Spero
Nancy Spero, född 24 augusti 1926 i Cleveland, Ohio, död 18 oktober 2009 i New York, var en amerikansk konstnär. Hon var en av pionjärerna inom feministisk konst, men hade även ett stort intresse för existentiella frågor. Hon var från 1951 gift med Leon Golub (1922–2004).
Spero uppfattade sig själv som en politisk konstnär och med okonventionella material och nya uttrycksformer bröt hon på 1960-talet med den etablerade konstscenen. Under 1970-talet var hon aktiv i den nya kvinnorörelsen och deltog i grundandet av kvinnogalleriet A.I.R. i New York. Målsättningen med hennes konstnärskap var att utveckla ett feministiskt, poetiskt och rumsligt formspråk, till exempel i The First Language (1979–1981), en 57 meter lång väggfris på papper.